# Marcelino Medina González

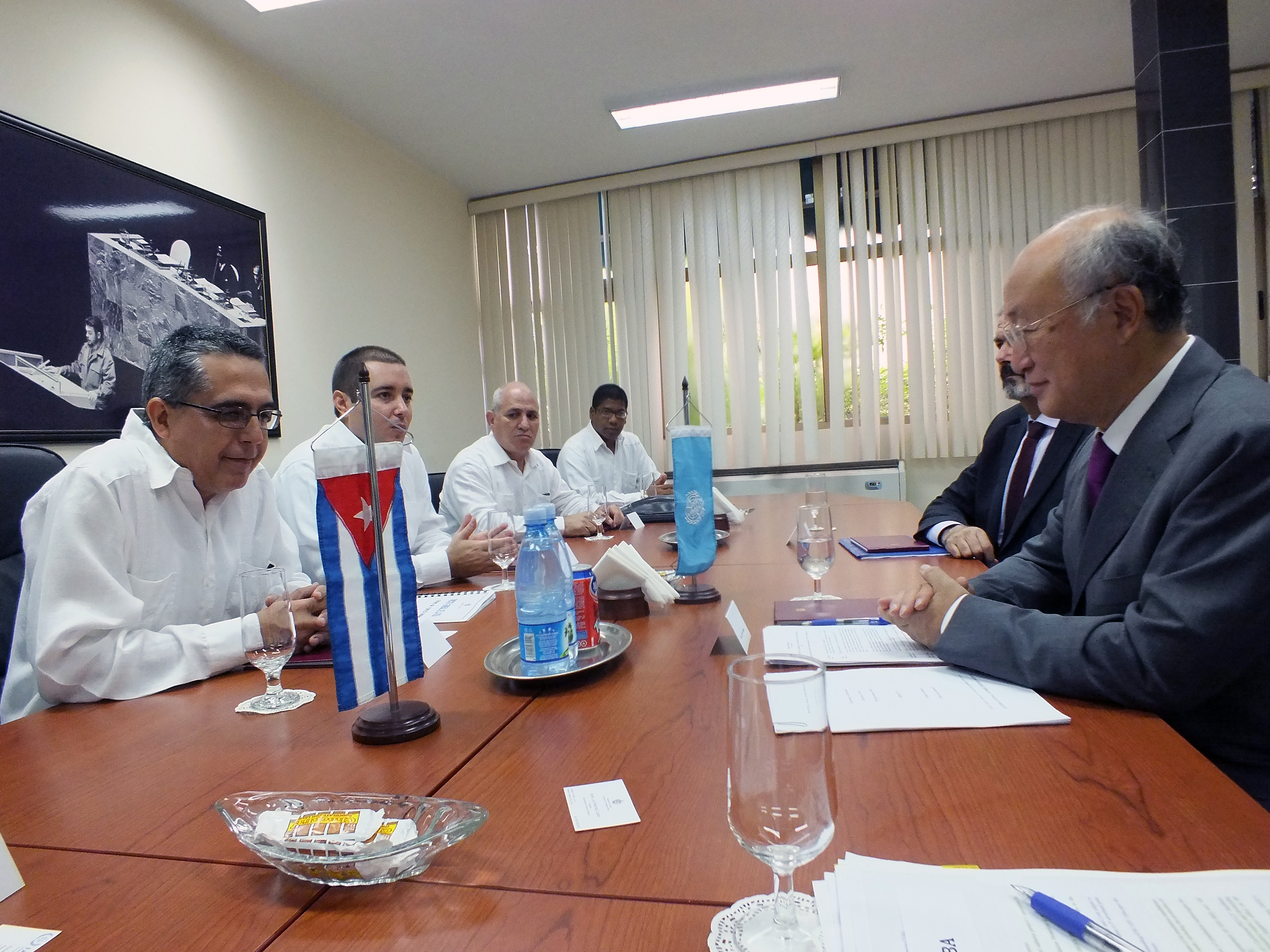
Marcelino Medina Gonzalez, links im Bild bei einem Treffen mit Yukiya Amano im Jahr 2013

Marcelino Medina González (* 30. September 1960) ist ein kubanischer Politiker, Diplomat und stellvertretender Außenminister.

## Leben
Er legte in Havanna am Instituto Superior de Relaciones Internacionales “Raúl Roa García” ein Staatsexamen im Bereich internationale Beziehungen ab und war ab 1984 im diplomatischen Dienst Kubas tätig. Von 1984 bis 1986 arbeitete er zunächst in der Europa-Abteilung des Außenministeriums. Zwischen 1986 und 1989 war er als dritter Sekretär und dann bis 1991 als zweiter Sekretär an der kubanischen Botschaft in der Bundesrepublik Deutschland eingesetzt. Er kehrte dann nach Kuba zurück und war 1991 und 1992 als Spezialist wieder in der Europa-Abteilung tätig. 1993 legte er einen Masterabschluss am Colegio de Defensa Nacional ab. 
Er ging dann zurück nach Deutschland und war 1994 bis 1995 Berater an der kubanischen Botschaft in Bonn. 1995 und 1996 war er Berater und Leiter des Büros in Berlin. 1996 bis 1998 arbeitete er als stellvertretender und von 1998 bis 2000 dann als Direktor der Europa-Abteilung des kubanischen Außenministeriums. Marcelino Medina Gonzalez war ab dem 11. Januar 2001 kubanischer Botschafter in Deutschland. Das Amt versah er bis zum 8. Juli 2005.
Zurückgekehrt nach Havanna war er bis 2007 stellvertretender Direktor für Personalangelegenheiten des Außenministeriums. Vom 1. Juni 2007 bis 18. August 2009 war er Vizeminister des Außenministeriums und seit dem 19. August 2009 erster Vize-Außenminister. In dieser Funktion war er auch in die Wiederaufnahme der diplomatischen Beziehungen zwischen Kuba und den USA befasst.
Neben Spanisch spricht er auch Deutsch, Englisch und Französisch.
Marcelino Medina González ist verheiratet und Vater zweier Kinder.